# Le Baptême du Christ (Bellini)
Pour les articles homonymes, voir Le Baptême du Christ.
Le Baptême du Christ (en italien : Battesimo di Cristo) est une peinture chrétienne  de Giovanni Bellini, un retable en  tempera sur toile de 400 × 263 cm, des années 1500-1502, conservée sur son emplacement initial à la chiesa di Santa Corona de Vicence.

## Histoire
L'œuvre à haut cintré (centinata) est signée sur le rocher du bas par un cartel portant l'inscription IOANNES / BELLINVS.
Selon Vasari, le jeune Giorgione, élève alors de Bellini, aurait peint l'ange en rouge.

## Thème
Il s'agit du thème de l'iconographie chrétienne du Baptême du Christ effectué par saint Jean-Baptiste sur les bords du Jourdain ; des figures saintes assistent à la cérémonie sous la présence dans les cieux de la colombe du Saint-Esprit surmontée ici de « Dieu le Père bénissant parmi les anges », constituant de plus une sainte Trinité verticale dite « Trône de grâce ».

## Description
Jésus placé au centre de la composition, de face, regardant vers le spectateur, reçoit l'eau d'une coupe que lui verse, au-dessus de la tête, Jean juché en haut d'un rocher proche à droite ; il tient dans l'autre main un phylactère enroulé. Trois anges sont groupés à gauche sur une autre éminence rocheuse. 
Un  paysage montagneux s'étale à droite et à gauche de la vallée dans le fond de laquelle coule le fleuve ; des fortifications sont visibles sur plusieurs sommets à gauche, une grotte ou des ruines à droite sous un palmier.
Le fond du paysage affiche des montagnes bleutées sous un ciel jaune des rayons du soleil levant. Le ciel devient bleu vers le haut, s'emplit de nuages avec au centre la colombe puis au-dessus Dieu le père entouré de chérubins, les bras ouverts, les paumes des mains visibles.

## Analyse
Bellini respecte ici à la lettre la tradition de ne pas montrer le reflet dans l'eau de la figure divine du Christ dont les pieds ne sont pas atteints par les eaux du Jourdain.
Il pose également la couleur rouge, symbole de la Passion du Christ, sur la robe de l'ange et sur le perroquet perché sur un arbuste sous les pieds de Jean.
Les trois femmes sont l'allégorie de la Foi (vêtement rouge), de l'Espérance (vêtement jaune) et de la Charité (vêtement bleu).

## Postérité
Le tableau fait partie du musée imaginaire de l'historien français Paul Veyne, qui le décrit dans son ouvrage justement intitulé Mon musée imaginaire.